# Aladdin (keresztnév)
Az Aladdin az Ezeregyéjszaka című arab mesegyűjteményből ismert név (eredetileg علاء الدين – ʿAlāʾ ad-Dīn, magyarosan Alá ad-Dín). Jelentése: „a hit nemessége”.

## Gyakorisága
Az 1990-es években szórványosan fordult elő. A 2000-es és a 2010-es években nem szerepel a 100 leggyakrabban adott férfinév között.
A teljes népességre vonatkozóan a 2000-es és a 2010-es években az Aladdin nem szerepelt a 100 leggyakrabban viselt férfinév között.

## Névnapok
ajánlott névnap
- február 9.[2]

## Híres Aladdinok
„Aladdin” utónevű személyek szócikkeinek listája a Wikidata alapján